# Proleksis enciklopedija
La Proleksis enciklopedija est la première encyclopédie en ligne, générale et nationale en langue croate.
La Proleksis enciklopedija contient plus de 62 000 articles et plus de 17 000 photographies, illustrations et cartes. Elle est d'accès libre pour les usagers enregistrés à CARNet, le réseau national de recherche et d'éducation croate. Les usagers ne peuvent pas changer directement le contenu de l'encyclopédie, mais peuvent envoyer des commentaires et des corrections, ou soumettre de nouveaux articles à un comité de lecture. L'encyclopédie développe le nombre des entrées grâce à un réseau de collaborateurs.
La Proleksis enciklopedija est le résultat de la collaboration entre CARNet et Pro Leksis d.o.o., engagée en février 2008, et est soutenue par le Ministère des Sciences, de l'Éducation et des Sports Croate. La rédaction est composée de 9 personnes et son rédacteur en chef est Antun Vujić.